# Schloss de la Motte-Husson
Das Schloss de la Motte-Husson französisch Château de la Motte-Husson liegt in der Gemeinde Martigné-sur-Mayenne im Département Mayenne in der Région Pays de la Loire in Frankreich.

## Geschichte

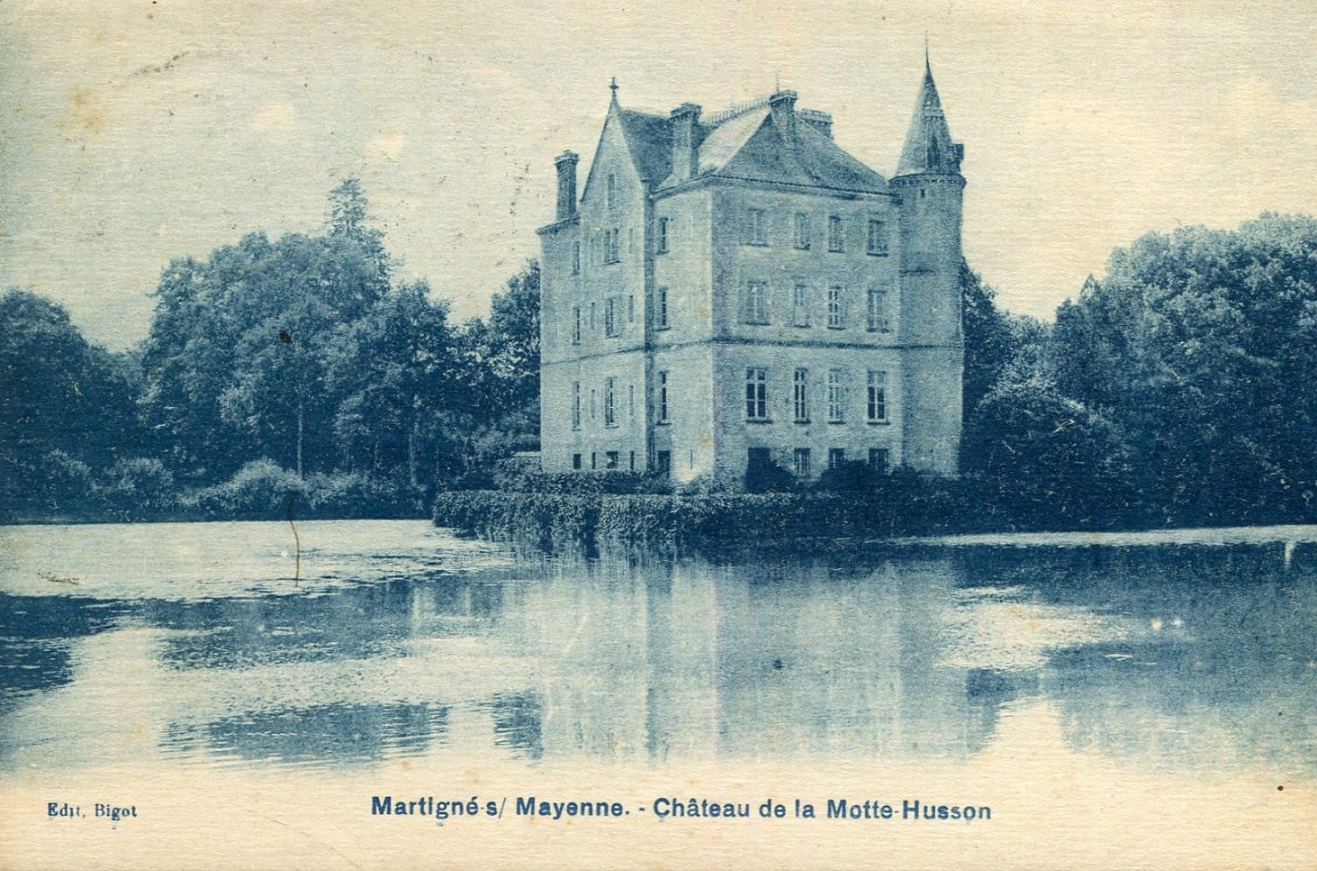
Das Schloss um 1920

Im 14. Jahrhundert war die Niederlassung La Motte-Husson von der Pfarrei La Motte abhängig. Henri de Husson, um 1406 Herr von Montgiroux, erhielt 1394 von Jeanne „La Voyère d’Aron“ eine Liebeserklärung.
Das Schloss wurde im 19. Jahrhundert an der Stelle eines ehemaligen Burghügels mit einer Wehrburg aus dem 15. Jahrhundert erbaut.
Als das Schloss um 1600 von der Familie Baglion de la Dufferie erworben wurde, wurde es folgendermaßen beschrieben:
La Motte-Husson besteht aus einer Küche, einem Keller, 4 oder 5 Schlafzimmern im Obergeschoss, einem Dachboden darüber, einer Kapelle, einem Portal mit einer Zugbrücke, einem Schlafzimmer am besagten Tor, einem mit Schiefer gedeckten Taubenschlag, dahinter ein kleiner Hof, Wehrgräben um die Höfe, ein Hundezwinger in der Nähe des Tores.
Auf Wunsch von Louise-Dorothée Baglion de la Dufferie wurde das heutige Schloss zwischen 1868 und 1874 erbaut. Das Gebäude wird von zwei großen Tourelle flankiert und verfügt über eine Doppelrampentreppe. Es ist von alten quadratischen Wassergräben mit einem Gemüsegarten, einem Pferdestall, einer Orangerie und einem Park umgeben.

## Renovierung
Im Jahr 2015 wurde das Schloss vom britischen Fernsehmoderator Dick Strawbridge und seiner Frau Angela von der Familie Baglion de la Dufferie gekauft. Eine Fernsehserie mit dem Titel „Renovation XXL: Bienvenue au Château“ (Escape to the Chateau im Original), die auf dem britischen Sender Channel Four und auf Chérie 25 in Frankreich ausgestrahlt wurde, war der Renovierung und Modernisierung des Schlosses gewidmet; diese war nötig, um Hausschwamm, Asbest und Blei im Gebäude zu entfernen.

## Wechselnde Eigentümer

### Ehemaliges Anwesende la Motte-Husson
- Vor 1600 – François de la Chapelle, seigneur de Poillé, la Troussière, Fléchigné und de la Motte-Husson[3]
- 1600 – Jacquine de la Dufferie, Ehefrau des Adligen Jehan Le Cornu, Seigneur de la Marye[3]
- Vor 1611 – Gilles de la Dufferie (1582 oder 1584–1639), Chevalier, Seigneur de la Dufferie, d'Hierré, de la Marie, de la Motte-Husson[6][7]
- 1667 – François de la Dufferie (1611–1678), Schildknappe, Seigneur de la Motte-Husson[8].
- 1678 – Jacques (1649–1696), Chevalier, Comte de la Motte, Ceigneur de la Motte-Husson, de Laigné, de Cissé[6].
- 1696 – Jacques-Francois (1688–1728), Chevalier, Comte de la Motte, Baron de Poçé et de Marçon, Seigneur patron der Église Saint-Georges de Martigné-sur-Mayenne, de la Motte-Husson.
- 1728 – Jacques-Bertrand-René-Olivier de la Dufferie (1712–1752), Schildknappe, Baron de Poçé et de Marçon, Seigneur de Martigné, de la Motte-Husson[9]
- 1752 – Jacques-Bertrand II de la Dufferie (1751–1807), Chevalier, Marquis, Seigneur patron-fondateur der Église und Pfarei von Martigné, de la Motte-Husson
- 1807 – Jacques-Bertrand-François de la Dufferie (1777–1848), Marquis

### Schloss de la Motte-Husson ab dem 19. Jahrhundert
- 1848 – Jacques-Octave-Marie de Baglion de la Dufferie[10] (1818–1888), Châtelain de la Motte-Husson en Martigné, Ehefrau in 1848 Louise-Dorothée de Longueval D'Haraucourt (1826–1902).
- 1888 – Charles-Joseph-Robert de Baglion de la Dufferie (1850–1916), Offizier der Ehrenlegion
- 1899 – M. et Mme J. de Baglion de la Dufferie[11]
- 1932 – Louis-Ernest-Jules de Baglion de la Dufferie (1854–1941)[12]
- 1954 – Guy de Baglion de la Dufferie
- 1999 – Famille de Baglion de la Dufferie
- 2015 – Dick und Angela Strawbridge